# Sistema Melchior
El sistema de taxonomía vegetal, el sistema Melchior, es un "gran referente en todos los cursos taxonómicos" (también conocido como sistema Engler "modificado" o actualizada").

## Sistema de 1954
Publicado en Melchior H und Wedermann E 1954: Engler's Syllabus der Pflanzenfamilien 12 Aufl. presenta la siguiente taxonomía:
- I. Bacteriophyta (Schizomycetes)
- II. Cyanophyta (Cyanophyceae)
- III. Glaucophyta (Glaucophyceae)
- IV. Myxophyta
  - 1. Acrasicae
  - 2. Myxomycetes)
- V. Englenophyta
- VI. Pyrrophyta
  - 1. Cryptophyceae
  - 2. Chloromonadophyceae
  - 3. Desmocontae
  - 4. Dinophyceae
- VII. Chrysophyta
  - 1. Heterokontae
  - 2. Chrysophyceae
  - 3. Bacillariophyceae
- VIII. Chlorophyta
- IX. Charophyta
- X. Phaeophyta
  - 1. Isogeneratae
  - 2. Heterogeneratae, Haplostichidae, Polystichidae
- XI. Rhodophyta
  - 1. Bangiophyceae
  - 2. Florideae
- XII. Fungi
  - 1. Archimycetes
  - 2. Phycomycetes
  - 3. Ascomycetes
  - 4. Basidiomycetes
- XIII. Lichenes
  - 1. Phycolichenes
  - 2. Ascolichenes
  - 3. Bacidiolichenes
- XIV. Bryophyta	
  - 1. Hepaticae
  - 2. Musci
- XV. Pteridophyta
  - 1. Psilophytopsida
  - 2. Lycopsida
  - 3. Psilotopsida
  - 4. Articulatae
  - 5. Filices
- XVI. Gymnospermae
  - 1. Cycadopsida
  - 2. Coniferopsida
  - 3. Taxopsida
  - 4. Chlamydospermae
- XVII. Angiospermae
  - 1. Licotyledoneae [Archichlamyceae, Sympetalae]
  - 2. Monocotyledonae

## subdivisio Angiospermae (1964)
Se detalla la taxonomía de Angiospermae acordando con la publicación de A. Engler Syllabus der Pflanzenfamilien de 1964
Los colaboradores de los órdenes (y algunas familias) fueron los siguientes:
- Hans Melchior en Casuarinales, Juglandales, Balanopales, Leitneriales, Salicales, Fagales, Urticales, Didiereaceae, Piperales, Aristolochiales, Guttiferales, Sarraceniales, Papaverales, Hydrostachyales, Podostemonales, Julianiales, Violales, Cucurbitales, Myrtiflorae, Umbelliflorae, Primulales, Tubiflorae, Plantaginales, Liliiflorae p. p., Spathiflorae,  Microspermae
- G. Buchheim en Proteales, Cactales, Magnoliales,  Ranunculales
- W. Schultze-Motel en Santalales, Balanophorales, Medusandrales, Rhamnales, Malvales, Diapensiales, Ericales,  Cyperales
- Th. Eckardt en Polygonales, Centrospermae, Batales, Plumbaginales, Helobiae, Triuridales, Pandanales
- G. K. Schultze-Menz en Rosales
- H. Scholz en Geraniales, Rutales, Sapindales,  Celastrales
- G. Wagenitz en Thymelaeales, Ebenales, Oleales, Gentianales, Dipsacales, Campanulales
- U. Hamann en Cyanastraceae, Pontederiaceae, Philydraceae, Juncales, Bromeliales,  Commelinales
- E. Potztal en Graminales, Principes, Synanthae,  Scitamineae

### classis Monocotyledoneae

#### ordoHelobiae
subordo Alismatineae
- Alismataceae
- Butomaceae

subordo Hydrocharitineae
- Hydrocharitaceae

subordo Scheuchzeriineae
- Scheuchzeriaceae

subordo Potamogetonineae
- Aponogetonaceae
- Juncaginaceae
- Potamogetonaceae
- Najadaceae
- Zannichelliaceae

#### ordoTriuridales
- Triuridaceae

#### ordoLiliiflorae
subordo Liliineae
- Liliaceae
- Xanthorrhoeaceae
- Stemonaceae
- Agavaceae
- Haemodoraceae
- Cyanastraceae
- Amaryllidaceae
- Hypoxidaceae
- Velloziaceae
- Taccaceae
- Dioscoreaceae

subordo Pontederiineae
- Pontederiaceae

subordo Iridineae
- Iridaceae
- Geosiridaceae

subordo Burmanniineae
- Burmanniaceae
- Corsiaceae

subordo Philydrineae
- Philydraceae

#### ordoJuncales
- Juncaceae
- Thurniaceae

#### ordoBromeliales
- Bromeliaceae

#### ordoCommelinales
subordo Commelinineae
- Commelinaceae
- Xyridaceae
- Mayacaceae
- Rapateaceae

subordo Eriocaulineae
- Eriocaulaceae

subordo Restionineae
- Restionaceae
- Centrolepidaceae

subordo Flagellariineae
- Flagellariaceae

#### ordoGraminales
- Gramineae or Poaceae

#### ordoPrincipes
- Palmae or Arecaceae

#### ordoSynanthae
- Cyclanthaceae

#### ordoSpathiflorae
- Araceae
- Lemnaceae

#### ordoPandanales
- Pandanaceae
- Sparganiaceae
- Typhaceae

#### ordoCyperales
- Cyperaceae

#### ordoScitamineae
- Musaceae
- Zingiberaceae
- Cannaceae
- Marantaceae
- Lowiaceae

#### ordoMicrospermae
- Orchidaceae

### classis Dicotyledoneae

#### subclassis Archychlamydeae

##### ordoCasuarinales
- Casuarinaceae

##### ordoJuglandales
- Myricaceae
- Juglandaceae

##### ordoBalanopales
- Balanopaceae

##### ordoLeitneriales
- Leitneriaceae
- Didymelaceae

##### ordoSalicales
- Salicaceae

##### ordoFagales
- Betulaceae
- Fagaceae

##### ordoUrticales
- Rhoipteleaceae
- Ulmaceae
- Moraceae
- Urticaceae
- Eucommiaceae

##### ordoProteales
- Proteaceae

##### ordoSantalales
subordo Santalineae
- Olacaceae
- Dipentodontaceae
- Opiliaceae
- Grubbiaceae
- Santalaceae
- Misodendraceae

subordo Loranthineae
- Loranthaceae

##### ordoBalanophorales
- Balanophoraceae

##### ordoMedusandrales
- Medusandraceae

##### ordoPolygonales
- Polygonaceae

##### ordoCentrospermae
subordo Phytolaccineae
- Phytolaccaceae
- Gyrostemonaceae
- Achatocarpaceae
- Nyctaginaceae
- Molluginaceae
- Aizoaceae

subordo Portulacineae
- Portulacaceae
- Basellaceae

subordo Caryophyllineae
- Caryophyllaceae

subordo Chenopodiineae
- Dysphaniaceae
- Chenopodiaceae
- Amaranthaceae

incertae sedis
- Didiereaceae

##### ordoCactales
- Cactaceae

##### ordoMagnoliales
- Magnoliaceae
- Degeneriaceae
- Himantandraceae
- Winteraceae
- Annonaceae
- Eupomatiaceae
- Myristicaceae
- Canellaceae
- Schisandraceae
- Illiciaceae
- Austrobaileyaceae
- Trimeniaceae
- Amborellaceae
- Monimiaceae
- Calycanthaceae
- Gomortegaceae
- Lauraceae
- Hernandiaceae
- Tetracentraceae
- Trochodendraceae
- Eupteleaceae
- Cercidiphyllaceae

##### ordoRanunculales
subordo Ranunculineae
- Ranunculaceae
- Berberidaceae
- Sargentodoxaceae
- Lardizabalaceae
- Menispermaceae

subordo Nymphaeineae
- Nymphaeaceae
- Ceratophyllaceae

##### ordoPiperales
- Saururaceae
- Piperaceae
- Chloranthaceae
- Lactoridaceae

##### ordoAristolochiales
- Aristolochiaceae
- Rafflesiaceae
- Hydnoraceae

##### ordoGuttiferales
subordo Dilleniineae
- Dilleniaceae
- Paeoniaceae
- Crossosomataceae
- Medusagynaceae
- Actinidiaceae
- Eucryphiaceae

subordo Ochnineae
- Ochnaceae
- Dioncophyllaceae
- Strasburgeriaceae
- Dipterocarpaceae

subordo Theineae
- Theaceae
- Caryocaraceae
- Marcgraviaceae
- Quiinaceae
- Guttiferae or Clusiaceae

subordo Ancistrocladineae
- Ancistrocladaceae

##### ordoSarraceniales
- Sarraceniaceae
- Nepenthaceae
- Droseraceae

##### ordoPapaverales
subordo Papaverineae
- Papaveraceae

subordo Capparineae
- Capparaceae
- Cruciferae or Brassicaceae
- Tovariaceae

subordo Resedineae
- Resedaceae

subordo Moringineae
- Moringaceae

##### ordoBatales
- Bataceae

##### ordoRosales
subordo Hamamelidineae
- Platanaceae
- Hamamelidaceae
- Myrothamnaceae

subordo Saxifragineae
- Crassulaceae
- Cephalotaceae
- Saxifragaceae
- Brunelliaceae
- Cunoniaceae
- Davidsoniaceae
- Pittosporaceae
- Byblidaceae
- Roridulaceae
- Bruniaceae

subordo Rosineae
- Rosaceae
- Neuradaceae
- Chrysobalanaceae

subordo Leguminosineae
- Connaraceae
- Leguminosae or Fabaceae
- Krameriaceae

##### ordoHydrostachyales
- Hydrostachyaceae

##### ordoPodostemales
- Podostemaceae

##### ordoGeraniales
subordo Limnanthineae
- Limnanthaceae

subordo Geraniineae
- Oxalidaceae
- Geraniaceae
- Tropaeolaceae
- Zygophyllaceae
- Linaceae
- Erythroxylaceae
- subordo Euphorbiineae
- Euphorbiaceae
- Daphniphyllaceae

##### ordoRutales
subordo Rutineae
- Rutaceae
- Cneoraceae
- Simaroubaceae
- Picrodendraceae
- Burseraceae
- Meliaceae

subordo Malpighiineae
- Malpighiaceae
- Trigoniaceae
- Vochysiaceae

subordo Polygalineae
- Tremandraceae
- Polygalaceae

##### ordoSapindales
subordo Coriariineae
- Coriariaceae

subordo Anacardiineae
- Anacardiaceae

subordo Sapindineae
- Aceraceae
- Bretschneideraceae
- Sapindaceae
- Hippocastanaceae
- Sabiaceae
- Melianthaceae
- Aextoxicaceae

subordo Balsamineae
- Balsaminaceae

##### ordoJulianiales
- Julianiaceae

##### ordoCelastrales
subordo Celastrineae
- Cyrillaceae
- Pentaphylacaceae
- Aquifoliaceae
- Corynocarpaceae
- Pandaceae
- Celastraceae
- Staphyleaceae
- Hippocrateaceae
- Stackhousiaceae
- Salvadoraceae

subordo Buxineae
- Buxaceae

subordo Icacinineae
- Icacinaceae
- Cardiopteridaceae

##### ordoRhamnales
- Rhamnaceae
- Vitaceae
- Leeaceae

##### ordoMalvales
subordo Elaeocarpineae
- Elaeocarpaceae

subordo Sarcolaenineae
- Sarcolaenaceae

subordo Malvineae
- Tiliaceae
- Malvaceae
- Bombacaceae
- Sterculiaceae

subordo Scytopetalineae
- Scytopetalaceae

##### ordoThymelaeales
- Familia Geissolomataceae
  - Monotípico. Consiste del género Geissoloma Lindl. ex Kunth, y las especies Geissoloma marginatum, de Ciudad del Cabo, Sudáfrica
- Familia Penaeaceae de Sudáfrica
  - Tribe Endonemeae
    - Endonema A.Juss.
    - Glischrocolla (Endl.) A.DC.

  - Tribe Penaeeae
    - Brachysiphon A.Juss.
    - Penaea L.
    - Saltera Bullock (sin.:Sarcocolla Kunth)

Nota: Sonderothamnus R.Dahlgren, 1968 es posterior a la publicación de esta obra,  y Stylapterus A.Juss. fue incluida por G. Bentham & J.D. Hooker en Penaea.
- Familia Dichapetalaceae
  - Dichapetalum Thouars
  - Gonypetalum Ule (corrientemente sin. de Tapura Aubl.)
  - Stephanopodium Poepp.
  - Tapura Aubl.
- Familia Thymelaeaceae

Nota: la clasificación de Thymelaeaceae se basó en Domke 1934.
- - Subfamilia Gonystyloideae (sin.:Gonystylaceae)
    - Aetoxilon
    - Amyxa
    - Gonystylus

  - Subfamilia Aquilarioideae
    - Tribe Microsemmateae
    - Tribe Solmsieae
    - Tribe Octolepideae
    - Tribe Aquilarieae

  - Subfamilia Gilgiodaphnoideae (o Synandrodaphnoideae)
    - Monotípico. Consiste de género Gilgiodaphne (corrientemente sinónimo de Synandrodaphne Gilg), y la especie Gilgiodaphne paradoxa, sin. de Synandrodaphne paradoxa Gilg, de África Occidental.

  - Subfamilia Thymelaeoideae
    - Tribe Dicranolepideae
    - Tribe Phalerieae
    - Tribe Daphneae
    - Tribe Thymelaeeae (sin.: Gnidieae)
- Familia Elaeagnaceae
  - Elaeagnus
  - Hippophae
  - Shepherdia

##### ordoViolales
subordo Flacourtiineae
- Flacourtiaceae
- Peridiscaceae
- Violaceae
- Stachyuraceae
- Scyphostegiaceae
- Turneraceae
- Malesherbiaceae
- Passifloraceae
- Achariaceae

subordo Cistineae
- Cistaceae
- Bixaceae
- Sphaerosepalaceae
- Cochlospermaceae

subordo Tamaricineae
- Tamaricaceae
- Frankeniaceae
- Elatinaceae

subordo Caricineae
- Caricaceae

subordo Loasineae
- Loasaceae

subordo Begoniineae
- Datiscaceae
- Begoniaceae

##### ordoCucurbitales
- Cucurbitaceae

##### ordoMyrtiflorae
subordo Myrtineae
- Lythraceae
- Trapaceae
- Crypteroniaceae
- Myrtaceae
- Dialypetalanthaceae
- Sonneratiaceae
- Punicaceae
- Lecythidaceae
- Melastomataceae
- Rhizophoraceae
- Combretaceae
- Onagraceae
- Oliniaceae
- Haloragaceae
- Theligonaceae

subordo Hippuridineae
- Hippuridaceae

subordo Cynomoriineae
- Cynomoriaceae

##### ordoUmbelliflorae
- Alangiaceae
- Nyssaceae
- Davidiaceae
- Cornaceae
- Garryaceae
- Araliaceae
- Umbelliferae or Apiaceae

#### subclassisSympetalae

##### ordoDiapensiales
- Diapensiaceae

##### ordoEricales
- Clethraceae
- Pyrolaceae
- Ericaceae
- Empetraceae
- Epacridaceae

##### ordoPrimulales
- Theophrastaceae
- Myrsinaceae
- Primulaceae

##### ordoPlumbaginales
- Plumbaginaceae

##### ordoEbenales
subordo Sapotineae
- Sapotaceae
- Sarcospermataceae

subordo Ebenineae
- Ebenaceae
- Styracaceae
- Lissocarpaceae
- Symplocaceae
- Hoplestigmataceae

##### ordoOleales
- Oleaceae

##### ordoGentianales
- Loganiaceae
- Desfontainiaceae
- Gentianaceae
- Menyanthaceae
- Apocynaceae
- Asclepiadaceae
- Rubiaceae

##### ordoTubiflorae
subordo Convolvulineae
- Polemoniaceae
- Fouquieriaceae
- Convolvulaceae

subordo Boraginineae
- Hydrophyllaceae
- Boraginaceae
- Lennoaceae

subordo Verbenineae
- Verbenaceae
- Callitrichaceae
- Labiatae or Lamiaceae

subordo Solanineae
- Nolanaceae
- Solanaceae
- Duckeodendraceae
- Buddlejaceae
- Scrophulariaceae
- Globulariaceae
- Bignoniaceae
- Henriqueziaceae
- Acanthaceae
- Pedaliaceae
- Martyniaceae
- Gesneriaceae
- Columelliaceae
- Orobanchaceae
- Lentibulariaceae

subordo Myoporineae
- Myoporaceae

subordo Phrymineae
- Phrymaceae

##### ordoPlantaginales
- Plantaginaceae

##### ordoDipsacales
- Caprifoliaceae
- Adoxaceae
- Valerianaceae
- Dipsacaceae

##### ordoCampanulales
- Campanulaceae
- Sphenocleaceae
- Pentaphragmataceae
- Goodeniaceae
- Brunoniaceae
- Stylidiaceae
- Calyceraceae
- Compositae o Asteraceae